# Fürstenaufstand
Als Fürstenaufstand, auch Fürstenkrieg oder Fürstenverschwörung, wird ein Aufstand protestantischer Fürsten unter der Führung von Moritz von Sachsen gegen Kaiser Karl V. im Jahre 1552 bezeichnet.

## Ursachen und Ziele des Fürstenaufstandes
Im Reich wuchs die Unzufriedenheit mit den Beschlüssen des Augsburger Reichstages von 1548, dem sogenannten Geharnischten Reichstag, und im Norden schlossen sich die protestantischen Fürsten insgeheim im Vertrag von Torgau vom 22. Mai 1551 zu einem Bündnis zusammen. Zu ihnen zählten unter anderem Herzog Johann Albrecht von Mecklenburg, Albrecht von Brandenburg, der Kronprinz Wilhelm von Hessen (der in Hessen die Regierungsgeschäfte für seinen gefangenen Vater, Landgraf Philipp I. führte) und der Markgraf Albrecht II. Alcibiades von Brandenburg-Kulmbach. Sie wollten die „teutsche Libertät“, das heißt die Freiheit der Reichsfürsten, und den Protestantismus verteidigen. Auch planten sie, den Landgrafen Philipp I. von Hessen, der 1547 vom Kaiser festgesetzt worden war, zu befreien. Nach ersten Kontakten mit König Heinrich II. erklärte Frankreich im Herbst 1551 dem Kaiser den Krieg und stieß bis zum Rhein vor. Im Vertrag von Chambord vom Januar 1552 versprach Heinrich II. außerdem Hilfsgelder und Waffenhilfe für die Fürsten, dafür sicherten diese ihm das Reichsvikariat über die französischsprachigen Reichsstädte Cambrai, Metz, Toul und Verdun zu.

## Rolle des Kurfürsten Moritz von Sachsen

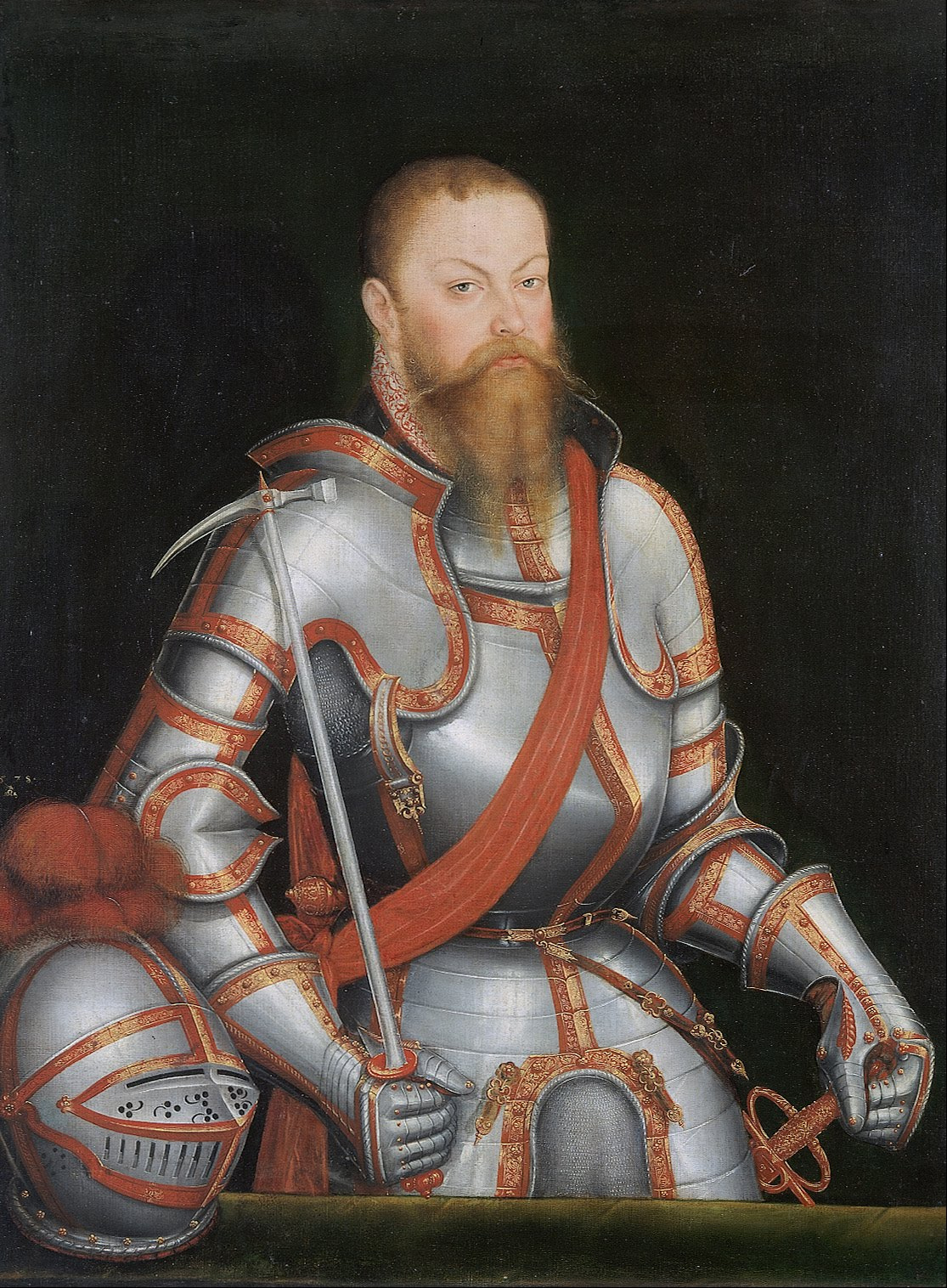
Lucas Cranach d. J.: Moritz von Sachsen in Rüstung (1578)

Eine Schlüsselrolle spielte Moritz von Sachsen. Magdeburg, das sich dem Augsburger Interim nicht beugen wollte, sollte bestraft werden. Moritz führte im Auftrag des Kaisers Truppen gegen Magdeburg, verbündete sich aber mit der Stadt und den Gegnern des Kaisers. Er tat dies vor allem, da er durch die antihabsburgerische Stimmung im Reich fürchtete, seine kürzlich erworbene Kurwürde zu verlieren, wenn er weiterhin dem Kaiser treu blieb. So stellte er sich an die Spitze einer Bewegung, die für ihn selbst eigentlich sehr gefährlich war. Frankreich erklärte im Herbst 1551 den Krieg und stieß bis zum Rhein vor. Die Truppen der verbündeten Fürsten eroberten schnell die süddeutschen, noch kaisertreuen Städte und drangen im März 1552 nach Tirol vor. Die katholischen Reichsstände verhielten sich in diesem Konflikt betont neutral, eine Stärkung der kaiserlichen Macht lag nicht in ihrem Interesse. Der Kaiser, nur knapp der Gefangennahme in Innsbruck entkommen, floh nach Villach, um neue Truppen zu sammeln. Währenddessen verhandelte sein Bruder Ferdinand mit Moritz von Sachsen und den protestantischen Fürsten. Die unverrichteter Dinge aus Innsbruck abziehenden Truppen des Kurfürsten zogen daraufhin plündernd durch das Oberinntal. Bei dieser Gelegenheit drangen sie in das Zisterzienserstift Stams ein, wo sie das Erbbegräbnis der Tiroler Landesfürsten schändeten, die Grüfte erbrachen und die den Särgen entnommenen Gebeine auf den umliegenden Äckern  verstreuten.

## Folgen des Fürstenaufstandes
In Passau schlossen beide Parteien im August 1552 den Passauer Vertrag. Die aufständischen Fürsten gaben ihr Bündnis mit Frankreich auf und die Kaiserlichen ließen ihre Gefangenen frei. In der Glaubensfrage gelangte man zu einer Kompromissformel, die auch die Grundlage des Augsburger Religionsfriedens von 1555 werden sollte.
Der Zweite Markgrafenkrieg in Franken entwickelte sich unmittelbar aus dem Fürstenaufstand 1552; er dauerte weitere drei Jahre, bis Markgraf Albrecht II. Alcibiades von Brandenburg-Kulmbach entscheidend besiegt wurde und somit seine kriegerischen  Auseinandersetzungen mit den katholischen Hochstiften Würzburg und Bamberg ein Ende fanden.
Der französische König Heinrich II. belagerte Cambrai 1552 vergeblich. Die Städte Metz, Toul und Verdun konnte er vertragsgemäß einnehmen und unter seine Herrschaft bringen. Die drei Hochstifte verblieben de facto bei Frankreich, wobei die Rückeroberungsversuche von kaiserlicher Seite im Rahmen der Italienischen Kriege noch bis 1556 andauerten. De jure kamen die Drei Bistümer erst 1648 im Westfälischen Frieden unter französische Hoheit.